# Śniardwy
Śniardwy (njem: der Spirdingsee) je najveće jezero u Poljskoj. Nalazi se u poljskoj pokrajini koja nosi naziv Varminsko-mazursko vojvodstvo. Śniardwy je nastao povlačenjem i otapanjem leda. 
Jezero ima površinu od 113,8 km2. Dugo je oko 22 kilometra i široko oko 13 kilometara. Maksimalna je dubina 23 metra, a prosječna 6,5 metara. Na jezeru ima osam otoka. Ima brojne uvala, a dvije te uvale se računaju kao zasebna jezera. To su Warnołty i Seksty. Raznim kanalima i branama, poznatim pod imenom Mazurski kanali, povezan je s ostalim okolnim jezerima.

## Zaštita
Jezero je pod zaštitom kao područje posebne prirodne ljepote.

## Vanjske poveznice
|  | Zajednički poslužitelj ima još gradiva o temi Śniardwy |